# On an Island with You

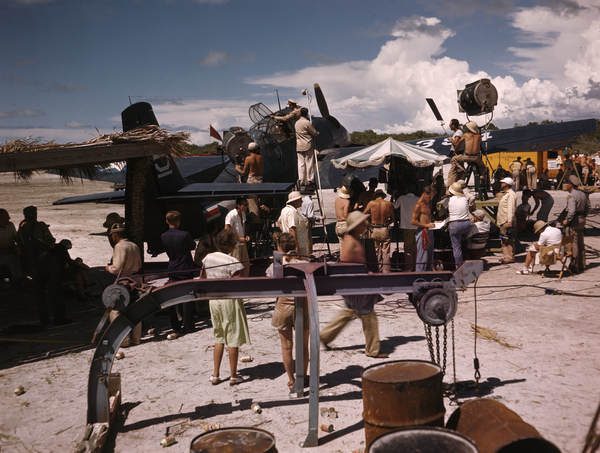
Filmset van On an Island with You (rond 1948)

On an Island with You is een Amerikaanse filmmusical uit 1948 onder regie van Richard Thorpe. De film werd destijds in Nederland uitgebracht onder de titel Romance in de Zuidzee en heeft Esther Williams en Peter Lawford in de hoofdrollen.

## Verhaal
Rosalind 'Ros' Reynolds is een filmactrice en zwemster die naar Hawaï gaat om een film op te nemen onder regie van voormalig vaudevillester Buckley. Ze zal binnenkort trouwen met haar tegenspeler Ricardo Montez, die een luitenant speelt in de film. Rosalinds goede vriendin en danseres Yvonne Torro is stiekem verliefd op Ricardo. Lawrence Y. Kingslee is een luitenant die naar de set wordt gebracht als adviseur. Hij heeft Rosalind jaren geleden ontmoet tijdens een van haar tours aan de troepen en was toen al verliefd op haar geworden. Rosalind vindt hem te arrogant en probeert hem te negeren, maar Lawrence ziet blind van liefde en ontvoert haar de tropische jungle in, met als bedoeling om haar ter vliegtuig mee weg te nemen. De cast en crew van de film wordt ondertussen vermaakt door Xavier Cugat en zijn orkest.
De volgende dag wordt er een scène opgenomen waar Rosalind mee in een vliegtuig wordt genomen. Lawrence maakt gebruik van deze opzet en vliegt Rosalind naar het eiland waar ze elkaar voor het eerst hebben ontmoet; daar vraagt hij haar om een zoen. Hij merkt dat Rosalind zich tot hem aangetrokken voelt. Eenmaal terug naar het vliegtuig ontdekken ze dat inboorlingen onderdelen van hun vliegtuig hebben gestolen, met als conclusie dat ze zijn gestrand op het eiland. Ricardo is inmiddels een zoektocht naar zijn vrouw begonnen, maar wordt gevangengenomen door kannibalen op het eiland. Zijn rivaal komt hem uiteindelijk te redding.
Nadat iedereen het eiland verlaat, ontstaan de conflicten. Lawrence dreigt te worden aangeklaagd voor kidnapping, maar Rosalind probeert hem te verdedigen door de schuld op zich te nemen. Uiteindelijk komt tot het licht dat Ricardo en Yvonne een affaire met elkaar hebben. Dit geeft Rosalind de vrijheid om samen te zijn met Lawrence.

## Rolverdeling
| Acteur            | Personage                |
| ----------------- | ------------------------ |
| Esther Williams   | Rosalind 'Ros' Reynolds  |
| Peter Lawford     | Lt. Lawrence Y. Kingslee |
| Ricardo Montalban | Ricardo Montez           |
| Jimmy Durante     | Jimmy Buckley            |
| Cyd Charisse      | Yvonne Torro             |
| Leon Ames         | Commandant Harrison      |
| Kathryn Beaumont  | Penelope Peabody         |
| Xavier Cugat      | Xavier Cugat             |

## Achtergrond
Aanvankelijk werd Charles Martin overwogen om de film te regisseren, en zou Van Johnson de mannelijke hoofdrol spelen. Esther Williams was niet tevreden met Richard Thorpe als regisseur: ze hield hem verantwoordelijk voor een ongeluk op de filmset waarbij ze betrokken raakte. Niet alleen Williams raakte gewond; Cyd Charisse scheurde de gewrichtsbanden van haar knie tijdens een dansscène en moest twee maanden op krukken lopen; hierdoor verloor ze een belangrijke bijrol in de musical Easter Parade (1948).
Ondanks milde reviews werd de film een commercieel succes: hij bracht meer dan $3,2 miljoen in het laatje.